# Oms (Gurb)
Oms és una masia de Gurb (Osona) inclosa a l'Inventari del Patrimoni Arquitectònic de Catalunya.

## Descripció
Masia de tipus senyorial, de planta allargada amb coberta a diferents vessants. La majoria de les obertures són balcons amb barrots de ferro de formes ondulants o finestres que s'han convertit en petits balcons, també amb barrots de ferro.
Caracteritzen la façana principal dos pisos de galeries amb arcades de mig punt.
La portalada ha estat modificada.
La façana obre a un pati o lliça envoltada de petites dependències d'ús domèstic o pel bestiar, de recent construcció.

## Història
Segurament fou construïda molt avançat el segle xviii, ja que la galeria o porxos formen part integral del conjunt de la masia.
Les reformes que ha sofert durant el segle XX afecten principalment a la façana principal i a les petites dependències del voltant del pati.